# Theatro Municipal (São Paulo)
Theatro Municipal de São Paulo (portugisiska för 'São Paulos stadsteater') är en teater i São Paulo. Den räknas till stadens landmärken, både för sitt arkitektoniska värde och sin historiska betydelse. Teatern var värd för 1922 års "Veckan för modern konst", vilken revolutionerade Brasiliens konstliv. Idag är den hemmascen för São Paulos stads symfoniorkester, kören Coral Lírico och stadens balettensemble.

## Historik

### Utformning och bygge

Stora hallen.

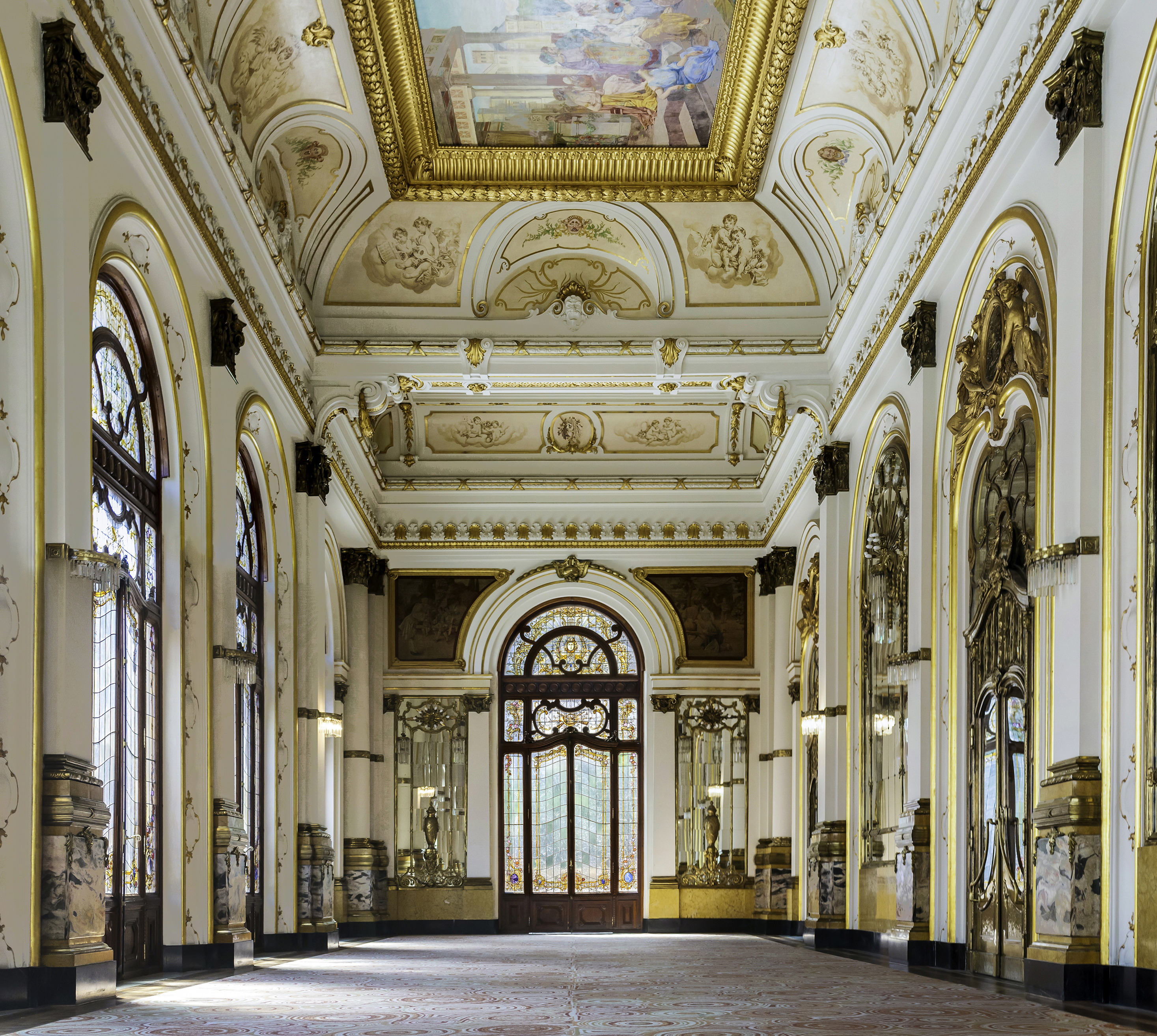
Det "nobla rummet".

Idén att bygga en representationsbyggnad för teaterlivet i staden inspirerades av São Paulos ökade betydelse. Från tiden runt sekelskiftet 1900 bodde Brasiliens borgerskap, med eller utan kopplingar till kaffeodlingar, till största delen i staden. Här fanns också en stor invandrad befolkning av italienskt ursprung.
I staden fanns endast en större teater, Teatro São Bento, men efter en brand var den olämplig för större internationella uppsättningar. São Paulos översta samhällsskikt krävde byggandet av en ny teater, med en utformning i klass med de bästa motsvarigheterna i andra länder och med möjlighet att härbärgera stora operauppsättningar.
Den valda platsen för bygget var Morro do Cha' – "Tekullen" – där tidigare Teatro São José funnits. Ramos de Azevedo utsågs till ansvarig arkitekt och byggherre för konstruerandet av operabyggnaden. Han hade vid sin sida de två italienska arkitekterna Cláudio Rossi och Domiziano Rossi. 1903 påbörjades bygget som totalt skulle ta åtta år.
Enligt tidens mode importerades det mesta av byggnadsmaterialet från Europa, och den arkitektoniska måttstocken var Palais Garnier i Paris.
Sammanlagt innehåller byggnaden över 14 000 fönster/glasrutor.

### Invigning och de första åren
Teatern invigdes med Ambroise Thomas opera Hamlet som första uppsättning. Enligt den ursprungliga idén skulle man presentera operan Il Guarany, men operabolaget (som leddes av italienaren Titta Ruffo) ville inte satsa på en "lokal" brasiliansk produktion.
Under premiärkvällen skedde flera missöden. Bland annat hade scendekoren inte anlänt till Brasilien i tid, vilket förorsakade en senareläggning av den första föreställningen. När allt var klart den 12 september 1911, överträffade dock resultatet publikens och borgerskapets förväntningar.
Mellan 1912 och 1926 presenterades på teatern 88 operauppsättningar av 41 olika kompositörer av italienskt, franskt, brasilianskt och tyskt ursprung. Sammanlagt gjordes under perioden 270 olika operaföreställningar.

### Veckan för modern konst
Den kanske viktigaste händelsen i teaterns historia är dock inte direkt kopplad till opera. En vecka i februari 1922 utspelade sig det som på sin tid retade upp många stadsbor men som kom att ge många nya kulturella impulser för Brasilien – "Semana de Arte Moderna".
11 till 18 februari 1922 var Theatro Municipal värd för ett modernistiskt evenemang som blivit känt som 1922 års "Semana de Arte Moderna" ('Vecka för modern konst'). Under sju dagars tid pågick en utställning av brasiliansk modernistisk konst – en konstriktning som försökte bryta sig loss från de strikta reglerna i den realistiska konsten, dramat, poesin och musiken med dess europeiska bakgrund. Kvällarna den 13, 15 och 17 februari skedde framträdanden av musik, poesi och föreläsningar med anknytning till modernismen i landet och internationellt.
Under veckan presenterades ett antal senare stora namn inom den brasilianska modernismen. Här fanns Mário de Andrade (pjäsförfattare och folklorist), Oswald de Andrade (författare), Tarsila do Amaral, Anita Malfatti och Menotti Del Picchia (bildkonstnärer). De här fem namnen bildade "Femgruppen". Även skulptören Victor Brecheret, kompositören Heitor Villa-Lobos och bildkonstnären Di Cavalcanti framträdde under veckan.

### Senare historia
Under årens lopp har teatern – som byggts i princip enbart för opera – även varit värd för andra konstnärliga föreställningar, och dansare som Anna Pavlova och Isadora Duncan har uppträtt på dess scen. På 1960-talet, under borgmästare José Vicente Faria Limas tid, genomgick byggnaden sin första restaurering. Den förorsakades av att väggarna i Theatro Municipal dessförinnan målats om och teaterns ursprungliga utseende förvanskats.
Från 1986 gjordes ytterligare restaureringar efter beslut av borgmästaren Jânio Quadros. Då ville man återskapa Ramos de Azevedos skapelse. Byggnadens fasad kläddes om med ny sandsten, hämtad från samma stenbrott som hade givit sten till husbygget 80 år tidigare. Restaureringsarbetena avslutades 1991 under borgmästare Luiza Erundina.